# Micropterna
 (juillet 2020).
Genre
Micropterna est un genre d'insectes de la famille des Limnephilidae.

## Liste d'espèces
Selon BioLib (25 juillet 2020) :
- Micropterna caesareica Schmid, 1959
- Micropterna coiffaiti Decamps, 1963
- Micropterna fissa McLachlan, 1875
- Micropterna lateralis (Stephens, 1837)
- Micropterna lavandieri Decamps, 1972
- Micropterna malaspina Schmid, 1957
- Micropterna malatesta Schmid, 1957
- Micropterna nycterobia McLachlan, 1875
- Micropterna sequax McLachlan, 1875
- Micropterna solotarewi Martynov, 1913
- Micropterna taurica Martynov, 1917
- Micropterna testacea (Gmelin, 1789)
- Micropterna wageneri Malicky, 1971

## Publication originale
- (de) J. P. E. Frdr. Stein, « Beitrag zur Kenntniss der Phryganeiden des Altvaters und einiger anderer, », Entomologische Zeitung, Szczecin, vol. 35,‎ 1874, p. 244-253 (OCLC 8441524, lire en ligne).